# Mohamed Mahmoud Ould Louly
Mohamed Mahmoud Ould Louly, född 1943 i Tidjikdja i Tagant, död 16 mars 2019, var en mauretansk militär och politiker. Han var Mauretaniens juntaledare och därmed landets president 3 juni 1979–4 januari 1980.